# Клеймёново (Орловский район)
Клеймёново — село в Орловской области России. 
В рамках административно-территориального устройства входит в Становский сельсовет Орловского района, в рамках организации местного самоуправления — в Орловский муниципальный округ.

## Население
| 2002 | 2010 |
| ---- | ---- |
| 127  | ↘118 |

Согласно результатам переписи 2002 года, в национальной структуре населения русские составляли 76 % от жителей.

## История

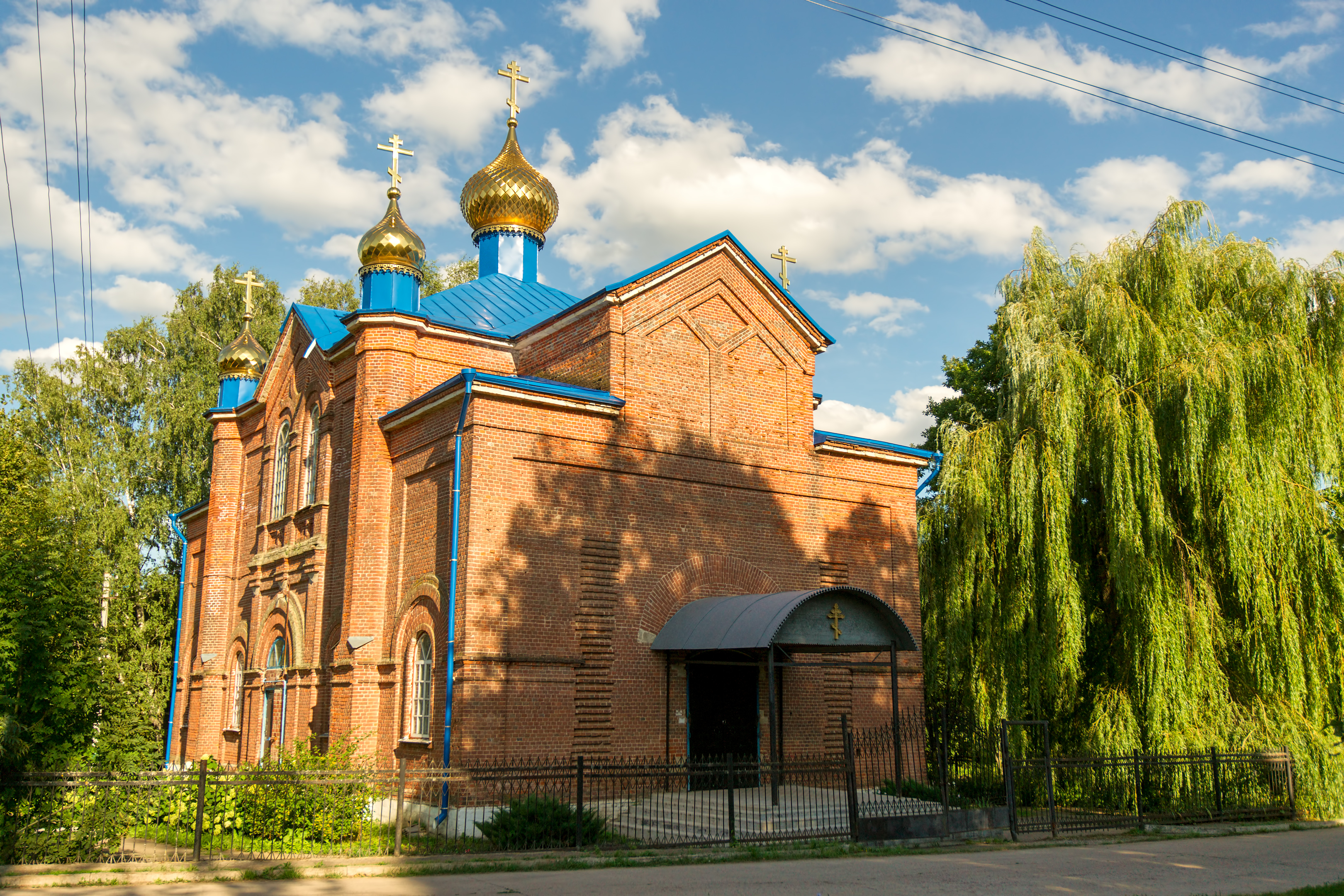
Покровская церковь в селе Клеймёново

Прежние названия поселения: Покровское, Скородное, Скородна. Впервые деревня Скородное упоминается в переписной книге Орловского уезда 1594—1595 годов подьячего Леонтия Софонова и писца Дементия Яковлева. Приход в селе известен с конца XVI века.
Клеймёново по крайней мере три века было поместьем Шеншиных. В 1749 году Пётр Афанасьевич Шеншин на сельском кладбище построил однопрестольную каменную церковь во имя Покрова Пресвятой Богородицы (не сохранилась). Здесь же на кладбище были похоронены двоюродный дед известного русского поэта Афанасия Фета — Василий Петрович Шеншин, а также его отец Афанасий Неофитович Шеншин и его мать Елизавета Петровна Шеншина (урождённая Шарлотта Беккер, по первому мужу — Фёт).
Афанасий Фет (Шеншин) сюда часто приезжал в юности. Здесь жил его брат Василий Афанасьевич Шеншин, после которого владелицей имения стала его дочь Ольга Васильевна Галахова, опекуном которой был назначен тот же Фет.
В 1892 году поэт согласно своему завещанию был захоронен в семейном склепе в Клеймёново, а в 1894 там же похоронена его жена Мария, урождённая Боткина.
К 1890 году по проекту А. А. Химеца на средства прихожан вместо обветшавшей каменной была построена и освящена новая кирпичная церковь.
У стены церкви находится памятник А. А. Фету — гранитная плита с барельефным портретом и с надписью: «Русский поэт Афанасий Афанасьевич Фет. 1820—1892».
С 2004 до 2021 г. в рамках организации местного самоуправления деревня входила в Становское сельское поселение, которое при преобразовании муниципального района было упразднено вместе с со всеми другими поселениями путём их объединения в Орловский муниципальный округ.